# 奥田駅
奥田駅（おくだえき）は、愛知県稲沢市奥田町字木之内にある、名古屋鉄道名古屋本線の駅である。駅番号はNH46。

## 歴史
- 1928年（昭和3年）2月3日 - 開業。
- 1948年（昭和23年）11月1日以前 - 無人化[2]。
- 2011年（平成23年）2月11日 - ICカード乗車券「manaca」供用開始。
- 2012年（平成24年）2月29日 - トランパス供用終了。

## 駅構造
6両編成対応の相対式2面2線のホームを持つ地上駅。現在は無人駅で駅集中管理システムが導入されている（管理元は須ヶ口駅）。駅舎はシステム導入時に新設されたものであり、各ホームの岐阜寄りに設けられている。改札内には互いのホームを結ぶ通路がない。各改札口付近に自動券売機（通勤manaca定期券（新規・継続）および通学manaca定期券（継続のみ）の購入も可能。ただし、名鉄ミューズカードでの決済は7:00～22:00。）および自動精算機（ICカードのチャージ等も可能）を1台ずつ備えている。

### のりば
| ホーム | 路線          | 方向 | 行先                   |
| ------ | ------------- | ---- | ---------------------- |
| (西側) | NH 名古屋本線 | 下り | 名鉄一宮・名鉄岐阜方面 |
| (東側) | NH 名古屋本線 | 上り | 名鉄名古屋・金山方面   |

付記事項
- 案内上ののりば番号は割り当てられていない。

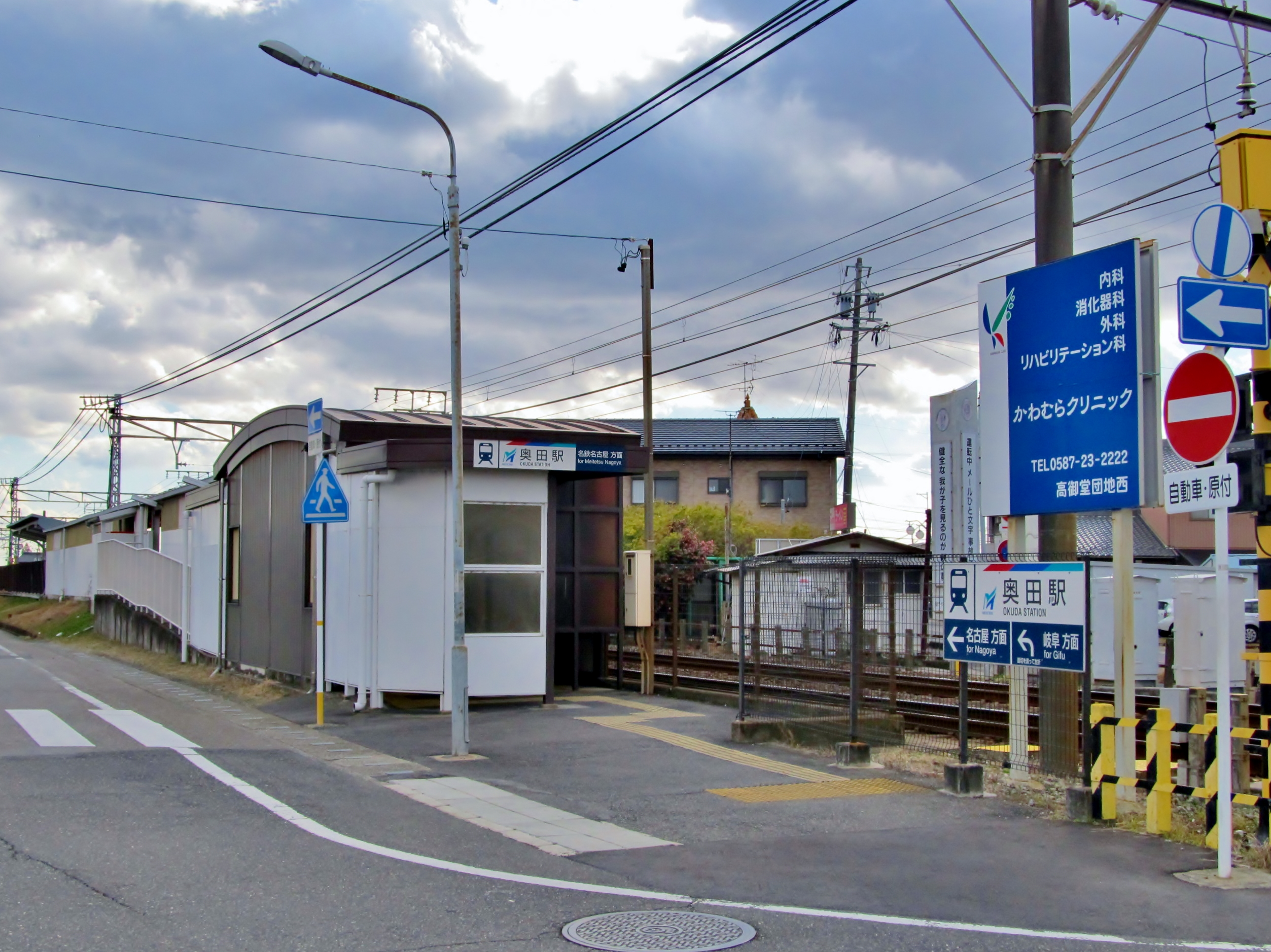
名古屋方面駅舎
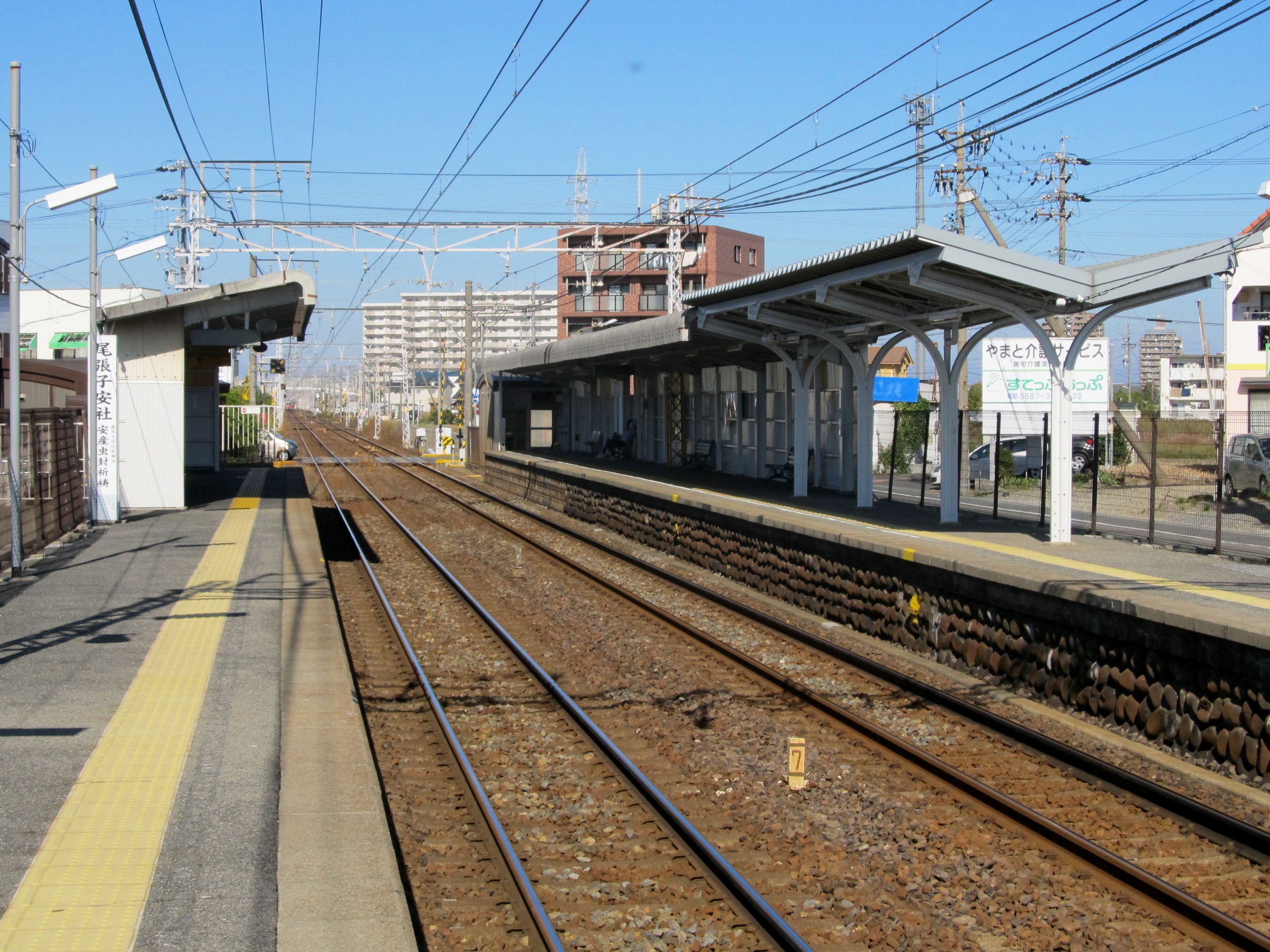
ホーム
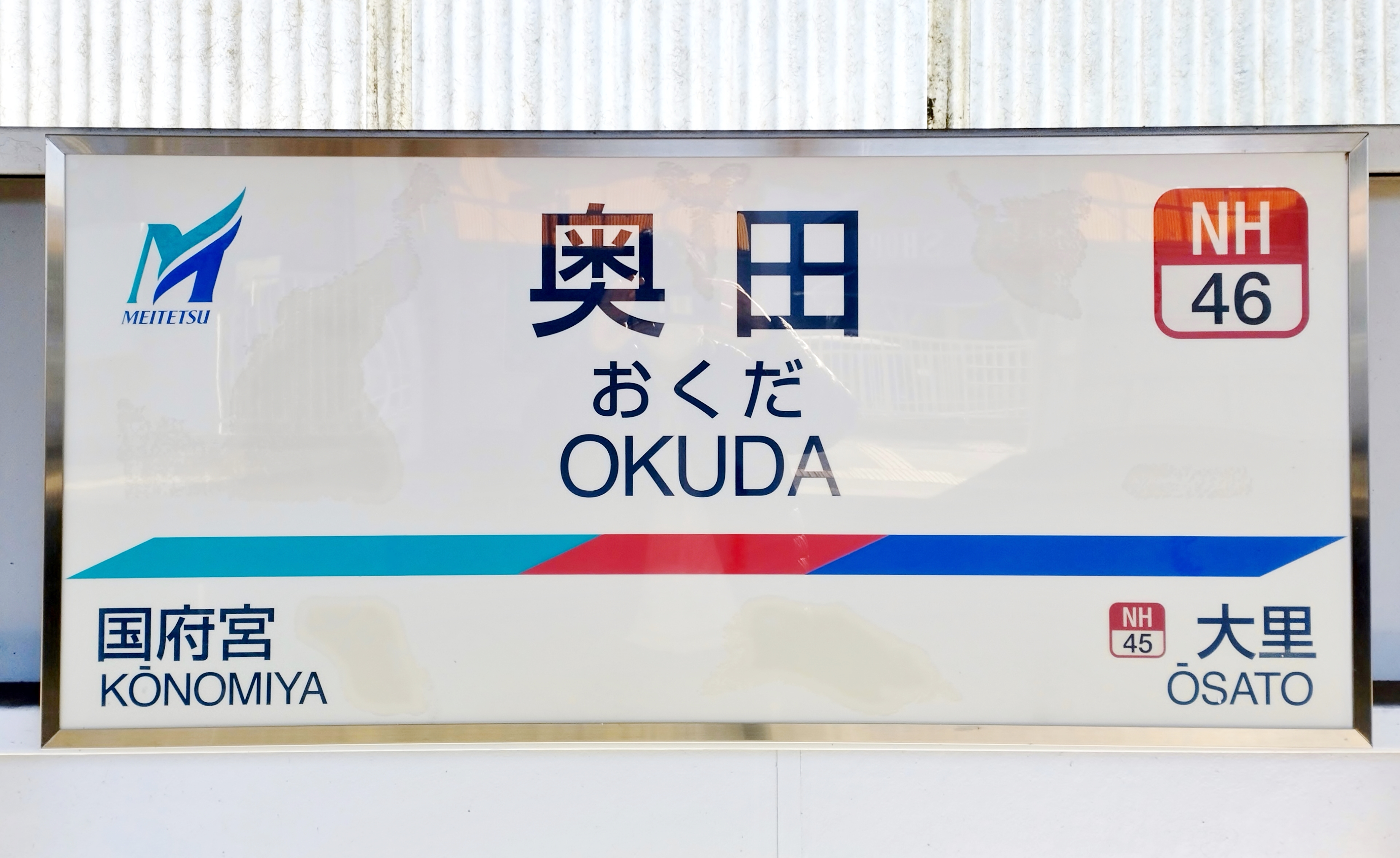
駅名標

### 配線図
| ← 名古屋方面 | 奥田駅 構内配線略図 | → 一宮・ 岐阜方面 |
| 凡例 出典:   |                     |                   |

## 利用状況
- 「移動等円滑化取組報告書」によると、2019年度の1日平均乗降人員は2,456人である[7]。
- 『名鉄120年：近20年のあゆみ』によると2013年度当時の1日平均乗降人員は2,218人であり、この値は名鉄全駅（275駅）中173位、名古屋本線（60駅）中45位であった[8]。
- 『名古屋鉄道百年史』によると1992年度当時の1日平均乗降人員は1,525人であり、この値は岐阜市内線均一運賃区間内各駅（岐阜市内線・田神線・美濃町線徹明町駅 - 琴塚駅間）を除く名鉄全駅（342駅）中191位、 名古屋本線（61駅）中46位であった[9]。
- 『稲沢の統計2021（稲沢市）』によると1日の平均乗降者数は下記の通りであった[10]。
  - 2011年度 2,106人
  - 2012年度 2,086人
  - 2013年度 2,218人
  - 2014年度 2,214人
  - 2015年度 2,244人
  - 2016年度 2,221人
  - 2017年度 2,309人
  - 2018年度 2,424人
  - 2019年度 2,456人

## 駅周辺
- パールシティ
- 稲沢グランドボウル
- 稲沢グランドパレス
- 北島城址
- 三菱電機稲沢製作所
  - エレベーター試験塔ソラエ
- アクロスプラザ稲沢
- 中和医療専門学校
- 愛知県立稲沢東高等学校

## 隣の駅
名古屋鉄道
NH 名古屋本線
□ミュースカイ・□快速特急・■特急・□快速急行・■急行・■準急
通過
■普通
大里駅（NH45） - 奥田駅（NH46） - 国府宮駅（NH47）